# سیه‌چرده جنوبی
سیه‌چرده جنوبی یا سیه‌چرده پاتاگونیایی (نام علمی: Lessonia rufa) گونه‌ای از پرندگان تیرهٔ ژیان‌مرغان است که در آرژانتین و شیلی زادآوری می‌کند و به شمال تا بولیوی، جنوب برزیل، پاراگوئه و اروگوئه مهاجرت می‌کند. این پرنده یک سرگردان به جزایر فالکلند و جورجیا جنوبی و قلمرو جزایر ساندویچ جنوبی است. در جزایر شتلند جنوبی نیز دیده شده است. زیستگاه طبیعی آن دریاچه‌های آب شیرین و باتلاق‌های شور است. در درجه اول حشره‌خوار است اما می‌تواند جلبک‌ها را نیز بخورد. در محیط‌های علفزار با علف‌های کوتاه شکار می‌کند. نشسته و در سراسر شاخ و برگ مانند درختچه‌ها حرکت می‌کند تا طعمه پیدا کند.